# Topònims de Serradell
Llistat de topònims del territori del poble de Serradell, a l'antic terme municipal de Toralla i Serradell, actualment integrat en el de Conca de Dalt, del Pallars Jussà, presents a la Viquipèdia.

## Bordes
| - Borda de Camparriu | - Borda de Santa Maria | - Borda de Justinyà | - Borda del Seix |

## Castells
- Castell de Serradell

## Despoblats medievals
| - Despoblat d'Esplugallonga | - Hàbitat troglodític de la cova de l'Espluguell | - Conjunt troglodític de Sorta |  |

## Esglésies

### Romàniques
| - Santa Eulàlia la Vella de Serradell | - Sant Aleix de Serradell |  |  |

### D'altres èpoques
- Santa Eulàlia de Serradell

## Geografia

### Boscs
| - La Boscarrera | - La Rourera | - Bosc de Serradell |  |

### Camps de conreu
| - Plana Ampla (Serradell) - Barba-rossa - Lo Bosc - Lo Boïgot Rodó - Bramapà - La Cadolla - Lo Camp - Camparriu - Cantamoixó | - La Casquere - Les Comes - Plana Estreta - La Feixa - La Frontera - Els Horts - Justinyà - El Bancal Llarg - Llinars | - Olivella - Lo Palaut - La Planella - Los Plans - Pla Mià - La Plantada - Plana de Pujol - Horts de Rastanyó - Lo Rengueret | - Salers - Tros de Santa Maria - Lo Seix - La Serva - Les Sorts - Les Tarteretes - Terrancolom - Planell de Vicenç - La Vinya |

### Cavitats subterrànies
| - Cova de Barbuissell - Forat de la Bóu - Cova de Cuberes | - Cova del Càvet - Despoblat d'Esplugallonga - Hàbitat troglodític de la cova de l'Espluguell | - Cova del Forat Negre - El Forat Negre - Cova dels Moros | - Graller de Palomera - Conjunt troglodític de Sorta |

### Cingleres
| - Tallat dels Bassons | - Turó del Migdia |  |  |

### Clots
| - Lo Clot | - Clot de l'Estall | - Clot del Peó |  |

### Collades
| - Collada Ampla del Càvet - Collada Estreta del Càvet | - Lo Grau | - Collada de Santa Eulàlia la Vella | - Coll de Serradell |

### Comes
| - Les Comes | - Coma Guàrdia | - Coma Pi |  |

### Corrents d'aigua
| - Barranc de la Boscarrera - Barranc de les Boïgues - Llau de la Cadolla - Barranc del Carant de l'Os - Llau del Cornàs | - Llau de la Font - Barranc dels Forats - Barranc del Grau - Barranc de Pla Mià - Barranc dels Plans | - Barranc de Rastanyó - Llau de les Ribes - Barranc de Sant Salvador - Llau de Santa Maria - Llau de Saüquers | - Llau del Seix - Riu de Serradell - Barranc de la Torre - Llau de les Tres Peires |

### Entitats de població
- Serradell

### Espais naturals
- Vall Alta de Serradell - Terreta - Serra de Sant Gervàs

### Muntanyes
| - La Capcera - Tossal del Càvet - Turó de la Costa del Clot | - Turó de la Font del Forn - Turó de la Font dels Bassons | - Tossal de Perestau - Muntanya de Sant Aleix | - Turó de Santa Eulàlia la Vella - Les Tres Peires |

### Obagues
| - Obaga de Costes - Obaga del Grau | - Obaga del Mu - L'Obac | - Obac de Serradell | - Baga de Setcomelles |

### Partides rurals
| - La Borda - Coma Pi | - Tros de la Font | - Muntanya de Sant Aleix | - Hortals |

### Planes
| - Plana Ampla - Plana Estreta | - Pla Mià - La Planella | - Los Plans - Plana de Pujol | - Planell de Vicenç |

### Roques
| - Roques de la Bóu - Les Campanetes - Roques de Carbes | - El Cornàs - Roca Espatllada - Roques de Llenaspres | - Roca Palomera - Les Picorres | - Roques del Seix - Roca de Viudo |

### Serres
| - Serrat del Ban - Camporan | - Serra de l'Estall - Serrat de Ladres | - Lo Serrat Pla - Muntanya de Sant Aleix | - Serrat de Santa Eulàlia |

### Solanes
- Solana de Fornons

### Vies de comunicació
| - Pista del Barranc - Pista del Bosc | - Pista del Bosc de Serradell | - Camí de Can Llebrer | - Pista de Cérvoles |